# Gröpelingen
Gröpelingen este un sector în orașul hanseatic Brema, Germania. 